# Kalnėnai (Jonava)

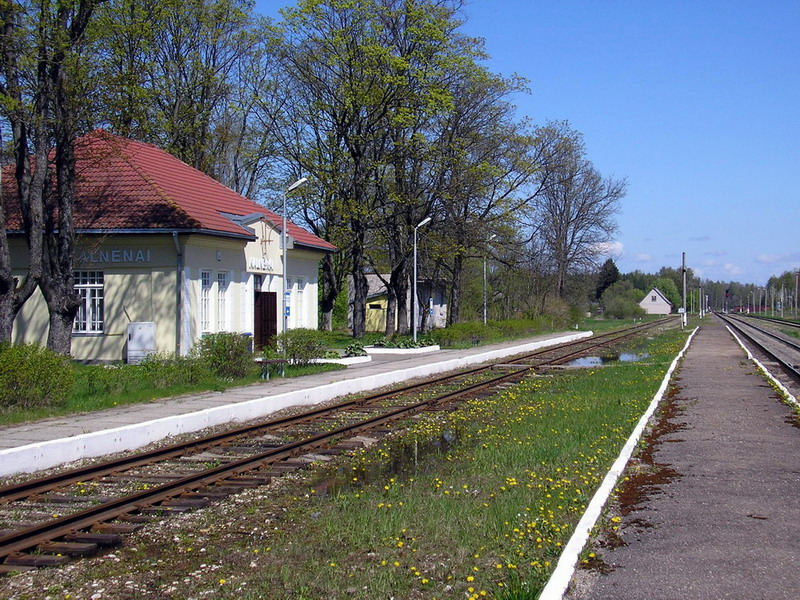
Bahnhof Kalnėnai

Kalnėnai ist ein Ort mit 241 Einwohnern (Stand 2011). Es liegt im Amtsbezirk Užusaliai der Rajongemeinde Jonava, südwestlich von der Mittelstadt Jonava im Bezirk Kaunas in Litauen. Über Kalnėnai geht die Eisenbahnstrecke aus Jonava nach Kaunas. Das Dorf ist seit 2009 das Zentrum des gleichnamigen Unteramtsbezirks mit 346 Einwohnern. Dem Unteramtsbezirk gehören diese Dörfer: Kalnėnų gst., Daukliūnai, Didžiojo Raisto k., Mikainiai, Sunkiniai, Pabiržis.